# Односи Србије и Киргистана
Односи Србије и Киргистана су инострани односи Републике Србије и Киргиске Републике.

## Билатерални односи
Дипломатски односи са Киргистаном су успостављени 1998. године.
Амбасада Републике Србије у Москви (Русија) радно покрива Киргистан.

### Политички односи
Председник Томислав Николић је у фебруару 2013.г. одликовао Орденом Републике Србије на ленти председника А. Атамбајева за заслуге у развијању и учвршћивању мирољубиве сарадње и пријатељских односа између Србије и Киргизије.
Киргистан је гласао против пријема Косова у УНЕСКО 2015.

### Економски односи
- У 2018. размењена је роба у вредности од 9,9 милиона долара (извезено 6,2 милиона долара, а увезено 3,7 милиона долара).[3][4]
- У 2019. робна размена је износила 8,2 милиона долара (извоз Србије 6,1 милион, увоз 2 милиона долара).
- У 2020. робна размена је износила 9,1 милион долара (извоз Србије 6 милиона УСД, увоз 3 милиона долара).